# دلقک‌ماهی باربر
دلقک‌ماهی باربِر (نام علمی: Amphiprion barberi) نام یک گونه از سرده دواره‌ای‌ها است.